# Platja del Gaspar
La platja del Gaspar és una platja natural situada al sud del municipi de Sitges (Garraf), dins de l'espai agroforestal dels Colls i Miralpeix, envoltada de penya-segats i bosc mediterrani, entre la punta de Raldiris, a llevant, que la separa de la cala Xica, i la punta de l'Ombra, a ponent, que la separa de la cala del Pati Blau, ja al terme municipal de Sant Pere de Ribes. Té una longitud de 19 metres i una amplada mitjana d'11 metres, formada per grava i còdols.
També se l'anomenava platja del Tancat, per un tancat de bestiar situat entre la via fèrria i les roques.